# Henricus Martellus Germanus
Henricus Martellus Germanus (pseudonym for Heinrich Hammer; aktiv: 1480-1496) var en tysk kartograf, der levede og arbejdede i Firenze.
Onkring 1489 eller 1490 producerede han et verdenskort, som var bemærkelsesværdigt lig en globus, der senere blev produceret af Martin Behaim i 1492 (Erdapfel). Begge var stærkt inspireret af den græske videnskabsmand Ptolemæus, og begge værker er muligvis lavet på basis af kort produceret omkring år 1485 i Lissabon af Bartholomeus Columbus.
To af hans kort er bevaret: senest blev et kort genopdaget i 1960 og derefter doneret til Beinecke Rare Book and Manuscript Library tilhørende Yale University, USA. Det andet kort tilhører det engelske nationalbibliotek British Library. Begge er 201 cm x 122 cm.
Martellus producerede også i 1484 et værk kaldet Insularium Illustratum – Illustrerede øer, indeholdende en række kort.

## Varianter af navn
- Henricus Martellus Germanus
- Henricus (Germanus)
- Enrico Martello
- Henricus Martellus, Martellus
- Heinrich Hammer

## Kort (online)
- Kort Arkiveret 16. december 2009 hos  Wayback Machine